# Oligomantis orientalis
Oligomantis orientalis är en bönsyrseart som beskrevs av Giglio-tos 1915. Oligomantis orientalis ingår i släktet Oligomantis och familjen Hymenopodidae. Inga underarter finns listade i Catalogue of Life.